# 리살 기념일
리살 기념일(영어: Rizal Day)은 필리핀의 국민 영웅 호세 리살의 삶과 업적을 기리는 필리핀의 국경일이다. 마닐라의 바굼바얀 (현 리살 공원)에서 1896년에 처형된 리잘의 처형일인 12월 30일로 지정되어 있으며, 매년 행해진다.

## 역사
리살 기념일은 1898년 12월 20일 에밀리오 아기날도 대통령의 명령에 의해 처음 제정되었으며, 1898년 12월 30일 말롤로스의 리살 및 스페인의 필리핀 식민 통치의 모든 피해자를 추모하는 국경일로 기념했다. 북카마리네스주의 다에트는 명령에 따라 기념일을 첫 이행한 첫 도시로, 안토니오 산스 중령이 디자인한 기념비를 산스 중령과 일데폰소 알레그레 중령 주도로 건축했다. 그 때 북카마리네스주의 주민과 북카마리네스주 이외의 비콜 지방 사람들로부터 자금 지원을 받았다.
미국-스페인 전쟁에서 스페인에 승리한 미국은 필리핀을 지배했다. 그들이 스페인보다 친필리핀임을 증명하기 위한 노력으로 미국의 총독 윌리엄 하워드 태프트는 1901년에 리살을 필리핀의 국민적 영웅이라고 명명했다. 1년 후 1902년 2월 1일 필리핀 위원회는 제345조를 제정하여 12월 30일을 공휴일로 했다.
이 기념일의 장엄함을 강조하기 위해 1948년 6월 9일에 엘피디오 키리노 대통령은 매년 12월 30일에 닭싸움, 경마, 하이알라이 금지법 제229호에 서명하고 통과시켰다. 법률은 또한 필리핀 내의 깃발을 당일은 조기로 계양할 것을 요구하고 있다.

## 행사
기념 행사는 마닐라의 리살 공원에서 개최된다. 일반적으로 대통령과 부통령 주도로 이른 아침에 개최된 독립깃대에 국기를 게양 한 후 필리핀 공군에 의한 의례 비행과 리살 기념비에 대한 헌화가 이루어진다. 또한 대통령은 일반적으로 공휴일에 첫 방송에서 연말의 연설을 행한다.
행사는 필리핀의 다른 장소에서도 이루어 지며, 주, 도시, 도시의 수장이 참석한다. 이 행사는 마닐라의 행사와 비슷하며 대부분의 경우 국기 게양, 연설, 현지의 리살 기념비 헌화식이 진행된다.

## 역사상의 리살 기념일
1936년부터 리살 기념일은 차기 대통령의 취임일이기도 했다. 역사 학자 마누엘 L. 케손 3세에 따르면 대통령은 인디펜던스 그랜드스탠드 (현 키리노 그랜드스탠드)가 일반적인 취임식 장소로 선택했다.
리살의 사망 100주년을 맞이한 1996년 12월 30일의 기념일 행사는 리살의 감방인 산티아고 요새에서 처형 장소까지 리살의 마지막 행보를 회고한 후 그의 죽음을 재현하였다.
2000년 12월 30일 제마 이슬라미야의 지원을 받은 테러리스트가 마닐라 수도권의 5개 지역에서 폭탄 테러를 일으켜 22명이 사망하고 100여명이 부상을 입은 사건이 발생하였으며, 이 사건을 리살 기념일 폭탄 테러라고 한다.